# Papa Ioan al XIV-lea
Papa Ioan al XIV-lea (n. secolul al X-lea, Pavia, Ducatul Milanului – d. 20 august 984 d.Hr., Roma, Statele Papale) (nume laic, Petrus Canepanova, uns ca papă pe 20 august 984) a fost papă al Romei din 983 până în 984.

## Biografie
În 983 a fost numit papă la inițiativa lui Otto al II-lea al cărui cancelar principal era (încă din 971 fusese episcop de Pavia). În condițiile în care Otto a murit în 983, antipapa  Bonfaciu al VII-lea  s-a întors în același an la Roma și l-a arestat pe papa Ioan cu ajutorul crescențienilor. A murit încarcerat în Castelul Sant'Angelo pe 20 august 984.

## Papalitate
Ioan al XIV-lea nu voia să poarte ca papă numele lui adevărat Petrus considerând că n-ar fi destul de demn pentru a sta la aceeași scară cu apostolul.